# Samsung Galaxy A40
Il Samsung Galaxy A40 è uno smartphone di fascia media prodotto da Samsung, facente parte della serie Samsung Galaxy A.

## Caratteristiche tecniche

### Hardware
Il Galaxy A40 è uno smartphone con form factor di tipo slate, le cui dimensioni sono di 144,4 × 69,2 × 7,9 millimetri e pesa 140 grammi.
Il dispositivo è dotato di connettività GSM, HSPA, LTE, di Wi-Fi 802.11 a/b/g/n/ac dual-band con supporto a Wi-Fi Direct e hotspot, di Bluetooth 5.0 con A2DP e LE, di GPS con A-GPS, BDS, GALILEO e GLONASS, di NFC e di radio FM. Ha una porta USB-C 2.0 e un ingresso per jack audio da 3,5 mm.
È dotato di schermo touchscreen capacitivo da 5,9 pollici di diagonale, di tipo S-AMOLED con aspect ratio 19,5:9, angoli arrotondati e risoluzione Full HD+ 1080 × 2340 pixel (densità di 437 pixel per pollice), protetto da Gorilla Glass 3. Il frame laterale e il retro sono in plastica.
La batteria al litio-polimero da 3 100 mAh non è removibile dall'utente. Supporta la ricarica rapida a 15 watt.
Il chipset è un Samsung Exynos 7904. La memoria interna, di tipo eMMC 5.1, è di 64 GB, mentre la RAM è di 4 GB.
La fotocamera posteriore ha un sensore CMOS da 16 megapixel e uno da 5 MP grandangolare, è dotata di autofocus, modalità HDR e flash LED, in grado di registrare al massimo video Full HD a 30 fotogrammi al secondo, mentre la fotocamera anteriore è singola da 25 MP, supporto HDR e registrazione video massima FHD@30 fps.

### Software
Il sistema operativo è Android, in versione 9.0 Pie, aggiornabile ufficialmente ad Android 10.
Ha l'interfaccia utente One UI 1.1, aggiornabile alla versione 2.0.
Tra la fine di marzo e l'inizio di aprile 2021 inizia a ricevere l'aggiornamento ad Android 11 con One UI 3.1.

## Commercializzazione
Il dispositivo è stato lanciato ad aprile 2019.
Seguono alcune valutazioni assegnate al dispositivo da recensori:
| Sito          | Valutazione | Fonte |
| ------------- | ----------- | ----- |
| AndroidWorld  | 8.3/10      | [ 6 ] |
| TuttoAndroid  | 6.8/10      | [ 7 ] |
| NotebookCheck | 7.9/10      | [ 8 ] |

Tra gli aspetti più apprezzati dalle recensioni, vi sono le dimensioni abbastanza ridotte, il display, il lato software aggiornato, più criticati invece il prezzo, l'autonomia della batteria e l'assenza della stabilizzazione dell'immagine.

### Versioni
- SM-A405F, SM-A405FN, SM-A405FM (una SIM);
- SM-A405FN/DS (globale), SM-A405F/DS, SM-A405FM/DS (Russia) (dual SIM).